# Osnabrück Hauptbahnhof
Osnabrück Hauptbahnhof vasútállomás Németországban, Osnabrück városban. A német vasútállomás-kategóriák közül a második csoportba tartozik.

## Vasútvonalak
Az állomást az alábbi vasútvonalak érintik:
- Wanne-Eickel–Hamburg-vasútvonal
- Löhne–Rheine-vasútvonal
- Osnabrück–Brackwede-vasútvonal
- Oldenburg–Osnabrück-vasútvonal
- RE 18
- RB 61

## Forgalom

### Távolsági
| Járat  | Útvonal | Ütem                                                           | Szolgáltató          | Hely |
| ------ | --- | -------------------------------------------------------------- | -------------------- | ---- |
| ICE 30 | Hamburg – Bréma – Osnabrück – Münster – Dortmund – Essen – Duisburg – Düsseldorf – Köln | egy vonat                                                      | DB Fernverkehr       | fent |
| ICE 31 | Hamburg-Altona – Hamburg – Bréma – Osnabrück – Münster – Dortmund – Hagen – Wuppertal – Solingen – Köln – Bonn – Koblenz – Mainz – Frankfurt Flughafen – Frankfurt (ab dem 15. Dezember 2019 – Hanau – Würzburg – Nürnberg – Regensburg – Passau)                   | két vonatpár naponta                                           | DB Fernverkehr       | fent |
| ICE 42 | Hamburg-Altona – Bréma – Osnabrück – Münster – Dortmund – Köln – Stuttgart – München | egy vonatpár naponta                                           | DB Fernverkehr       | fent |
| IC 30  | (Binz – Stralsund – Rostock / Westerland – Niebüll –) Hamburg – Hamburg-Harburg – Bremen – Osnabrück – Münster – Recklinghausen / Dortmund – Bochum – Essen – Duisburg – Düsseldorf – Köln – Bonn – Koblenz – Mainz – Mannheim – Heidelberg – Vaihingen – Stuttgart | 120 percenként                                                 | DB Fernverkehr       | fent |
| EC 30  | Hamburg-Altona – Hamburg – Hamburg-Harburg – Bremen – Osnabrück – Münster – Dortmund – Bochum – Essen – Duisburg – Düsseldorf – Köln – Bonn – Koblenz – Mainz – Mannheim – Karlsruhe – Baden-Baden – Freiburg – Basel – Zürich / Interlaken Ost                     | két vonatpár naponta hétfőtől szombatig, egy vonatpár vasárnap | DB Fernverkehr       | fent |
| IC 31  | (Kiel / Fehmarn-Burg – Lübeck –) Hamburg – Bremen – Osnabrück – Münster – Dortmund – Wuppertal – Köln – Koblenz – Mainz – Frankfurt (– Würzburg – Nürnberg – Passau)                                                                                                | 120 percenként                                                 | DB Fernverkehr       | fent |
| IC 77  | Berlin Ostbahnhof – Berlin – Berlin-Spandau – Stendal – Wolfsburg – Hannover – Minden – Bad Oeynhausen / Bünde – Osnabrück – Rheine – Bad Bentheim – Hengelo – Deventer – Apeldoorn – Amersfoort – Hilversum – Amsterdam                                            | 120 percenként                                                 | DB Fernverkehr       | lent |
| IC 77  | Berlin Ostbahnhof – Berlin – Stendal – Wolfsburg – Hannover – Minden – Bad Oeynhausen – Bünde – Osnabrück – Münster | egy vonatpár naponta                                           | DB Fernverkehr       | fent |
| FLX 20 | Hamburg-Altona – Hamburg – Hamburg-Harburg – Osnabrück – Münster – Gelsenkirchen – Essen – Duisburg – Düsseldorf – Köln | egy vonatpár naponta hétfőtől szombatig                        | Bahntouristikexpress | fent |

## Kapcsolódó állomások
A vasútállomáshoz az alábbi állomások vannak a legközelebb:
- Haltepunkt Osnabrück Altstadt (Oldenburg (Oldenburg) Hauptbahnhof, Hengelo vasútállomás, Rheine, Oldenburg–Osnabrück-vasútvonal, Löhne–Rheine-vasútvonal, RB 61, Ems-Leine-Express)
- Bahnhof Bohmte (Bremerhaven-Lehe railway station, Wanne-Eickel–Hamburg-vasútvonal, RE 9)
- Bahnhof Wissingen (Bielefeld Hauptbahnhof, Löhne–Rheine-vasútvonal, RB 61)
- Osnabrück-Sutthausen (Bielefeld Hauptbahnhof, Osnabrück–Brackwede-vasútvonal, RB 75)
- Bahnhof Hasbergen (Düsseldorf Hauptbahnhof, Wanne-Eickel–Hamburg-vasútvonal, Rhein-Haard-Express)
- Melle station (Braunschweig Hauptbahnhof, Löhne–Rheine-vasútvonal, Ems-Leine-Express)